# Westport (Connecticut)
Westport é uma vila localizada no estado americano de Connecticut, no condado de Fairfield.

## Demografia
Segundo o censo americano de 2000, a sua população era de 25.749 habitantes.

## Geografia
De acordo com o United States Census Bureau tem uma área de 86,3 km², dos quais 51,8 km² cobertos por terra e 34,5 km² cobertos por água. Westport localiza-se a aproximadamente 76 m acima do nível do mar.

## Localidades na vizinhança
O diagrama seguinte representa as localidades num raio de 24 km ao redor de Westport.